# America's Next Top Model (mùa 22)
Mùa thứ hai mươi hai của America's Next Top Model (còn được gọi là America's Next Top Model: Các chàng trai và cô gái) được phát sóng vào ngày 5 tháng 8 năm 2014 trên The CW.
Giống như hai mùa trước đó, mùa 22 có cả thí sinh nam và nữ. Tuy nhiên, lần đầu tiên kể từ mùa 13, sự hạn chế về chiều cao đã được loại bỏ và cuộc thi đã được mở ra cơ hội cho các thí sinh ở bất kỳ độ cao nào. Tyra Banks, Kelly Cutrone và J. Alexander trở lại trong dàn ban giám khảo, với nhiếp ảnh gia Yu Tsai vẫn là giám đốc sáng tạo. Không giống ba mùa trước, truyền thông xã hội không còn được đưa vào chương trình. Cách thức chấm điểm vẫn giữ nguyên, nhưng chỉ có sự kết hợp giữa điểm thử thách và điểm của ban giám khảo mới được đưa vào bảng điểm cuối cùng để xác định ai sẽ bị loại.
Mặc dù không có điểm đến quốc tế cho mùa giải này, nhưng top 7 đã đi đến Las Vegas cho hai tập ghi hình. Đây là mùa thứ hai không có điểm đến quốc tế, sau mùa 13.
Quán quân của mùa 22 là Nyle DiMarco, 25 tuổi từ Washington, DC và được ghi nhận là thí sinh khiếm thính đầu tiên trong lịch sử của chương trình. Anh giành được giải thưởng gồm một hợp đồng với NEXT Model Management, xuất hiện trên trang bìa tạp chí Nylon, trở thành gương mặt đại diện cho Zappos Couture, giải thưởng tiền mặt trị giá $100,000.
Vào giữa tháng 10, kênh CW thông báo rằng họ sẽ huỷ chương trình và tập cuối cùng được phát sóng vào ngày 4 tháng 12 năm 2015.

## Khách mời đặc biệt
Mùa này có các giám khảo khách mời nổi tiếng bao gồm nhà thiết kế nội thất Jonathan và Drew Scott, người mẫu Chrissy Teigen, biên tập thời trang Joe Zee và quán quân của mùa 10 Whitney Thompson.

## Thí sinh
(Tính theo tuổi khi còn trong cuộc thi)
| Thí sinh | Thí sinh            | Tuổi | Chiều cao               | Quê quán                     | Bị loại ở | Hạng |
| -------- | ------------------- | ---- | ----------------------- | ---------------------------- | --------- | ---- |
|          | Delanie Dischert    | 21   | 1,79 m (5 ft 10+1⁄2 in) | Wilmington, Delaware         | Tập 3     | 14   |
|          | Stefano Churchill   | 23   | 1,85 m (6 ft 1 in)      | Virginia Beach, Virginia     | Tập 4     | 13   |
|          | Ava Capra           | 19   | 1,65 m (5 ft 5 in)      | Los Angeles, California      | Tập 6     | 12   |
|          | Ashley Molina       | 21   | 1,70 m (5 ft 7 in)      | Brooklyn, New York           | Tập 7     | 11   |
|          | Courtney DuPerow    | 21   | 1,60 m (5 ft 3 in)      | Avon Lake, Ohio              | Tập 8     | 10   |
|          | Bello Sánchez       | 26   | 1,75 m (5 ft 9 in)      | Los Angeles, California      | Tập 8     | 9    |
|          | Justin Kim          | 23   | 1,85 m (6 ft 1 in)      | Springfield, Virginia        | Tập 9     | 8    |
|          | Dustin McNeer       | 18   | 1,83 m (6 ft 0 in)      | Kernersville, North Carolina | Tập 10    | 7    |
|          | Hadassah Richardson | 23   | 1,68 m (5 ft 6 in)      | Houston, Texas               | Tập 12    | 6    |
|          | Devin Clark         | 21   | 1,88 m (6 ft 2 in)      | San Francisco, California    | Tập 13    | 5    |
|          | Mikey Heverly       | 25   | 1,88 m (6 ft 2 in)      | Hollywood, Florida           | Tập 16    | 4–3  |
|          | Lacey Rogers        | 18   | 1,73 m (5 ft 8 in)      | El Dorado, Arkansas          | Tập 16    | 4–3  |
|          | Mamé Adjei          | 23   | 1,73 m (5 ft 8 in)      | Silver Spring, Maryland      | Tập 16    | 2    |
|          | Nyle DiMarco        | 25   | 1,88 m (6 ft 2 in)      | Washington, D.C.             | Tập 16    | 1    |

## Các tập phát sóng

### Tập 1: The Guys and Girls Make It to Hollywood
Ngày phát sóng: 5 tháng 8 năm 2015
- Nhiếp ảnh gia: Massimo Campana

### Tập 2: The Girl Who Walks Away
Ngày phát sóng: 12 tháng 8 năm 2015
- Nhiếp ảnh gia: Massimo Campana, Erik Asla
- Khách mời: Drew Scott và Jonathan Scott (Property Brothers), Patrick Tumey, Alexis Borges

### Tập 3: The Guy Who Gets Shipped Out
Ngày phát sóng: 19 tháng 8 năm 2015
| Bảng điểm | Bảng điểm | Bảng điểm | Bảng điểm | Bảng điểm | Bảng điểm | Bảng điểm |
| --------- | --------- | --------- | --------- | --------- | --------- | --------- |
| #         | Người mẫu | Tyra      | Kelly     | Miss J    | Thử thách | Tổng điểm |
| 1         | Devin     | 10        | 10        | 9         | 7         | 36.0      |
| 2         | Justin    | 9         | 9         | 8.5       | 9         | 35.5      |
| 3         | Lacey     | 8.7       | 9         | 8         | 9         | 34.7      |
| 4         | Mikey     | 8         | 9.5       | 8         | 9         | 34.5      |
| 5         | Ava       | 8.3       | 9         | 8         | 8         | 33.3      |
| 6         | Mamé      | 8         | 7         | 8         | 10        | 33.0      |
| 7         | Bello     | 8.9       | 8.5       | 7.9       | 7         | 32.3      |
| 8         | Ashley    | 8         | 8.2       | 7         | 9         | 32.2      |
| 9         | Courtney  | 7.9       | 7.8       | 8         | 7         | 30.7      |
| 10        | Hadassah  | 8         | 7.3       | 6.8       | 8         | 30.1      |
| 11        | Nyle      | 8         | 7         | 7         | 8         | 30.0      |
| 12        | Dustin    | 7.3       | 6.4       | 6.8       | 9         | 29.5      |
| 13        | Stefano   | 7.1       | 5.2       | 6         | 8         | 26.3      |
| 14        | Delanie   | 7         | 5         | 6         | 8         | 26.0      |

- Nhiếp ảnh gia: Erik Asla
- Khách mời: Alexis Borges, Erik Rosete

### Tập 4: The Girl Who Has a Close Shave
Ngày phát sóng: 26 tháng 8 năm 2015
| Bảng điểm | Bảng điểm | Bảng điểm | Bảng điểm | Bảng điểm | Bảng điểm |
| --------- | --------- | --------- | --------- | --------- | --------- |
| #         | Người mẫu | Tyra      | Kelly     | Miss J    | Tổng điểm |
| 1         | Ava       | 10        | 9.2       | 9.3       | 28.5      |
| 2         | Mikey     | 9.5       | 9.8       | 9         | 28.3      |
| 3         | Bello     | 9.5       | 9         | 9.1       | 27.6      |
| 4         | Devin     | 9.3       | 8.7       | 8.9       | 26.9      |
| 5         | Courtney  | 9.1       | 8.8       | 8.8       | 26.7      |
| 6         | Justin    | 9         | 8.3       | 8.7       | 26.0      |
| 7         | Nyle      | 8.8       | 8.8       | 8.4       | 26.0      |
| 8         | Lacey     | 8.3       | 8.4       | 8.9       | 25.6      |
| 9         | Mamé      | 9         | 8.1       | 7.9       | 25.0      |
| 10        | Dustin    | 7.7       | 8         | 7.9       | 23.6      |
| 11        | Ashley    | 7.9       | 7.1       | 7.5       | 22.5      |
| 12        | Hadassah  | 7.8       | 7.2       | 7.4       | 22.4      |
| 13        | Stefano   | 7.9       | 7.2       | 7.2       | 22.3      |

- Nhiếp ảnh gia: Erik Asla
- Khách mời: Alex Minsky, Melissa Stockwell, Joe Zee, Cristophe, Romina, Sharle, Dr. Julie Kim, Dr. Edgardo Falcon Jr.

### Tập 5: The Guy Who Gets a Hickey
Ngày phát sóng: 2 tháng 9 năm 2015
| Scores | Scores      | Scores | Scores | Scores |
| ------ | ----------- | ------ | ------ | ------ |
| #      | Model       | Coco   | Anja   | Total  |
| 1      | Ho Yeon     | 9.8    | 9      | 18.8   |
| 2      | Lauren Brie | 9.7    | 9      | 18.7   |
| 3      | Sasha       | 9.6    | 9      | 18.6   |
| 4      | Shei        | 9      | 9.5    | 18.5   |
| 5      | Darya       | 9.5    | 8.5    | 18     |
| 6      | Montana     | 8.7    | 8.7    | 17.4   |
| 7      | Racquel     | 8.6    | 8.5    | 17.1   |
| 9-8    | Aline       | 8.5    | 5.5    | 14     |
| 9-8    | Dilraba     | 7      | 7      | 14     |
| 10     | Andrea      | 7      | 6.5    | 13.5   |
| 11     | Ming Xi     | 6.8    | 6      | 12.8   |
| 12     | Constance   | 6.5    | 6      | 12.5   |

- Nhiếp ảnh gia: Massimo Campana (thử thách), Erik Asla
- Khách mời: Anthony De La Rosa

### Tập 6: The Girl Who Gets Possessed
Ngày phát sóng: 9 tháng 9 năm 2015
| Bảng điểm | Bảng điểm | Bảng điểm | Bảng điểm | Bảng điểm | Bảng điểm | Bảng điểm |
| --------- | --------- | --------- | --------- | --------- | --------- | --------- |
| #         | Người mẫu | Tyra      | Kelly     | Miss J    | Thử thách | Tổng điểm |
| 1         | Nyle      | 10        | 9.7       | 10        | 10        | 39.7      |
| 2         | Lacey     | 8.8       | 9.2       | 9         | 8         | 35.0      |
| 3         | Mamé      | 8.8       | 8.2       | 8.5       | 9         | 34.5      |
| 4         | Hadassah  | 8.9       | 8.7       | 7.8       | 8         | 33.4      |
| 5         | Justin    | 8         | 8.2       | 7.7       | 9         | 32.9      |
| 6         | Devin     | 8.5       | 8         | 8.2       | 8         | 32.7      |
| 7         | Ashley    | 8.7       | 8.4       | 8.1       | 7         | 32.2      |
| 8         | Mikey     | 7.8       | 7.9       | 7.4       | 9         | 32.1      |
| 9         | Bello     | 7.7       | 6.6       | 8.3       | 9         | 31.6      |
| 10        | Courtney  | 7.5       | 8.8       | 8         | 7         | 31.3      |
| 11        | Ava       | 7.7       | 7.5       | 7.2       | 7         | 29.4      |

- Nhiếp ảnh gia: Erik Asla
- Khách mời: Whitney Thompson

### Tập 7: The Guy Who Acts a Fool
Ngày phát sóng: 16 tháng 9 năm 2015
| Bảng điểm | Bảng điểm | Bảng điểm | Bảng điểm | Bảng điểm | Bảng điểm | Bảng điểm |
| --------- | --------- | --------- | --------- | --------- | --------- | --------- |
| #         | Người mẫu | Tyra      | Kelly     | Miss J    | Thử thách | Tổng điểm |
| 1         | Lacey     | 9.5       | 9.1       | 8.5       | 10        | 37.1      |
| 2         | Mamé      | 9.5       | 9.2       | 8.3       | 8         | 35.0      |
| 3         | Nyle      | 8.9       | 9.1       | 7.7       | 9         | 34.7      |
| 4         | Bello     | 10        | 8.7       | 8         | 7         | 33.7      |
| 5         | Mikey     | 8.9       | 9.2       | 8         | 7         | 33.1      |
| 6         | Justin    | 8.5       | 7.9       | 7.9       | 7         | 31.3      |
| 7         | Hadassah  | 7.8       | 8.1       | 7.2       | 7         | 30.1      |
| 8         | Courtney  | 7.6       | 7.2       | 7.7       | 7         | 29.5      |
| 9         | Devin     | 7.4       | 7         | 8         | 6         | 28.4      |
| 10        | Ashley    | 6.9       | 7         | 7.3       | 6         | 27.2      |

- Đạo diễn thử thách: Erik Asla
- Khách mời: Lori Openden, Dana Theodoratos, Justin Rosenblatt, Brittany Williams (Nyle's friend)

### Tập 8: The Girl Who Got All Dolled Up
Ngày phát sóng: 23 tháng 9 năm 2015
| Bảng điểm | Bảng điểm | Bảng điểm | Bảng điểm | Bảng điểm | Bảng điểm | Bảng điểm |
| --------- | --------- | --------- | --------- | --------- | --------- | --------- |
| #         | Người mẫu | Tyra      | Kelly     | Miss J    | Thử thách | Tổng điểm |
| 1         | Lacey     | 10        | 10        | 9.5       | 9         | 38.5      |
| 2         | Nyle      | 10        | 9.2       | 9         | 9         | 37.2      |
| 3         | Justin    | 9         | 9.3       | 8.5       | 9         | 35.8      |
| 4         | Mikey     | 8.5       | 9.3       | 7.9       | 10        | 35.7      |
| 5         | Hadassah  | 8.2       | 8.5       | 7.5       | 10        | 34.2      |
| 6         | Mamé      | 7.6       | 6.5       | 7.5       | 10        | 31.6      |
| 7         | Devin     | 8.1       | 8.3       | 7.1       | 8         | 31.5      |
| 8         | Bello     | 7.8       | 8.1       | 7.1       | 8         | 31.0      |
| 9         | Courtney  | 6.9       | 6         | 6.9       | 8         | 27.8      |

- Nhiếp ảnh gia: Erik Asla
- Khách mời: Robert Behar, Brittany Furlan

### Tập 9: The Guy or Girl Who Came Back
Ngày phát sóng: 2 tháng 10 năm 2015
| Bảng điểm | Bảng điểm | Bảng điểm | Bảng điểm | Bảng điểm | Bảng điểm | Bảng điểm |
| --------- | --------- | --------- | --------- | --------- | --------- | --------- |
| #         | Người mẫu | Tyra      | Kelly     | Miss J    | Thử thách | Tổng điểm |
| 7         | Ashley    | 6.5       | 7.1       | 6.5       | 7         | 27.1      |
| 6         | Delanie   | 7         | 8.5       | 7         | 8         | 30.5      |
| 5         | Bello     | 9.3       | 8.3       | 7         | 6         | 30.6      |
| 4         | Courtney  | 9.3       | 9.3       | 7.9       | 6         | 32.5      |
| 3         | Ava       | 9.7       | 9.2       | 8.1       | 7         | 34.0      |
| 2         | Stefano   | 9.3       | 9.8       | 7.9       | 8         | 35.0      |
| 1         | Dustin    | 10        | 9.1       | 8         | 8         | 35.1      |

| Bảng điểm | Bảng điểm    | Bảng điểm    | Bảng điểm    | Bảng điểm    | Bảng điểm    | Bảng điểm    |
| --------- | ------------ | ------------ | ------------ | ------------ | ------------ | ------------ |
| #         | Người mẫu    | Tyra         | Kelly        | Miss J       | Thử thách    | Tổng điểm    |
| 1         | Nyle         | 10           | 10           | 10           | 9            | 39.0         |
| 2         | Hadassah     | 9.9          | 9.7          | 8            | 9            | 36.6         |
| 3         | Lacey        | 9.8          | 9.6          | 9            | 8            | 36.4         |
| 4         | Mamé         | 9            | 7.8          | 8.1          | 8            | 32.9         |
| 5         | Mikey        | 8            | 7.9          | 7.5          | 9            | 32.4         |
| 6         | Devin Justin | Chưa công bố | Chưa công bố | Chưa công bố | Chưa công bố | Chưa công bố |
| 7         | Devin Justin | Chưa công bố | Chưa công bố | Chưa công bố | Chưa công bố | Chưa công bố |

- Nhiếp ảnh gia: Yu Tsai
- Khách mời: Alexis Borges

### Tập 10: The Girl Who Became Bootyful
Ngày phát sóng: 9 tháng 10 năm 2015
| Bảng điểm | Bảng điểm | Bảng điểm | Bảng điểm | Bảng điểm | Bảng điểm | Bảng điểm |
| --------- | --------- | --------- | --------- | --------- | --------- | --------- |
| #         | Người mẫu | Tyra      | Kelly     | Miss J    | Thử thách | Tổng điểm |
| 6         | Devin     | 9         | 8         | 7.3       | 7         | 31.3      |
| 7         | Justin    | 7.5       | 7.5       | 6.9       | 8         | 29.9      |

| Bảng điểm | Bảng điểm | Bảng điểm | Bảng điểm | Bảng điểm | Bảng điểm | Bảng điểm |
| --------- | --------- | --------- | --------- | --------- | --------- | --------- |
| #         | Người mẫu | Tyra      | Kelly     | Miss J    | Thử thách | Tổng điểm |
| 1         | Mikey     | 10        | 9.4       | 8.1       | 8         | 35.5      |
| 2         | Devin     | 9.7       | 9.2       | 8.7       | 7         | 34.6      |
| 3         | Lacey     | 8.9       | 9         | 8.4       | 8         | 34.3      |
| 4         | Mamé      | 8.3       | 7.8       | 7.9       | 10        | 34.0      |
| 5         | Nyle      | 9.1       | 9.1       | 8.5       | 7         | 33.7      |
| 6         | Hadassah  | 8.7       | 8.3       | 7.8       | 8         | 32.8      |
| 7         | Dustin    | 7         | 7.3       | 7.2       | 9         | 30.5      |

- Nhiếp ảnh gia: Massimo Campana (thử thách)
- Đạo diễn thử thách: Tyra Banks
- Khách mời: Don Benjamin

### Tập 11: And Then That Happened
Ngày phát sóng: 23 tháng 10 năm 2015

### Tập 12: The Guy Who Closed the Deal in Vegas
Ngày phát sóng: 30 tháng 10 năm 2015
| Bảng điểm | Bảng điểm | Bảng điểm | Bảng điểm | Bảng điểm | Bảng điểm | Bảng điểm |
| --------- | --------- | --------- | --------- | --------- | --------- | --------- |
| #         | Người mẫu | Tyra      | Kelly     | Miss J    | Thử thách | Tổng điểm |
| 1         | Mamé      | 9         | 8.7       | 7.9       | 10        | 35.6      |
| 2         | Mikey     | 10        | 9.2       | 8         | 8         | 35.2      |
| 3         | Devin     | 7.9       | 8.7       | 9         | 9         | 34.6      |
| 4         | Nyle      | 8.3       | 8.3       | 8.3       | 9         | 33.9      |
| 5         | Lacey     | 8         | 7.9       | 8.1       | 7         | 31.0      |
| 6         | Hadassah  | 7.8       | 8         | 7.4       | 7         | 30.2      |

- Nhiếp ảnh gia: Erik Asla
- Khách mời: Melissa Costa, Eileen Tetreault

### Tập 13: The Girl Who Took a Shot in the Dark
Ngày phát sóng: 6 tháng 11 năm 2015
| Bảng điểm | Bảng điểm | Bảng điểm | Bảng điểm | Bảng điểm | Bảng điểm | Bảng điểm |
| --------- | --------- | --------- | --------- | --------- | --------- | --------- |
| #         | Người mẫu | Tyra      | Kelly     | Miss J    | Thử thách | Tổng điểm |
| 1         | Mikey     | 9.8       | 9.2       | 8.5       | 10        | 37.5      |
| 2         | Mamé      | 9.3       | 8.7       | 9         | 7         | 34.0      |
| 3         | Lacey     | 8.8       | 8.2       | 7.9       | 9         | 33.9      |
| 4         | Nyle      | 9         | 8.1       | 7.9       | 8         | 33.0      |
| 5         | Devin     | 8.9       | 6.7       | 7.5       | 6         | 29.1      |

- Nhiếp ảnh gia: Erik Asla
- Khách mời: Alli Webb, Marie-Pier St-Hilaire, Francis Libiran

### Tập 14: The Guy Who Was a Momma's Boy
Ngày phát sóng: 13 tháng 11 năm 2015
| Bảng điểm | Bảng điểm | Bảng điểm | Bảng điểm | Bảng điểm | Bảng điểm | Bảng điểm |
| --------- | --------- | --------- | --------- | --------- | --------- | --------- |
| #         | Người mẫu | Tyra      | Kelly     | Miss J    | Thử thách | Tổng điểm |
| 1         | Mamé      | 10        | 9.5       | 9.6       | 8         | 37.1      |
| 2         | Nyle      | 9.4       | 8.8       | 8.8       | 10        | 37.0      |
| 3         | Lacey     | 9         | 8.7       | 8.5       | 9         | 35.2      |
| 3         | Mikey     | 9         | 8.7       | 8.5       | 9         | 35.2      |

- Nhiếp ảnh gia: Carolyn London
- Khách mời: Chrissy Teigen, Michelle Lee, J. Errico

### Tập 15: Chung kết Phần 1: The Girl Who Made a Splash
Ngày phát sóng: 20 tháng 11 năm 2015
- Nhiếp ảnh gia: Mark "The Cobra Snake" Hunter (Tạp chí Nylon), Erik Asla (Zappos Couture)
- Khách mời: J. Errico, Melissa Costa, Kevin Bailey, Keith Carlos

### Tập 16: Chung kết Phần 2: America's Next Top Model is...
Ngày phát sóng: 4 tháng 12 năm 2015

## Kết quả

### Thứ tự gọi tên
| Thứ tự | Tập      | Tập      | Tập      | Tập      | Tập      | Tập      | Tập      | Tập      | Tập      | Tập      | Tập   | Tập         | Tập   | Tập  | Tập |  |
| Thứ tự | 3        | 3        | 4        | 5        | 6        | 7        | 8        | 9        | 10       | 12       | 13    | 14          | 16    | 16   |     |  |
| ------ | -------- | -------- | -------- | -------- | -------- | -------- | -------- | -------- | -------- | -------- | ----- | ----------- | ----- | ---- | --- |  |
| 1      | Dustin   | Devin    | Ava      | Lacey    | Nyle     | Lacey    | Lacey    | Nyle     | Mikey    | Mamé     | Mikey | Mamé        | Nyle  | Nyle |     |  |
| 2      | Lacey    | Justin   | Mikey    | Mamé     | Lacey    | Mamé     | Nyle     | Hadassah | Devin    | Mikey    | Mamé  | Nyle        | Mamé  | Mamé |     |  |
| 3      | Mamé     | Lacey    | Bello    | Devin    | Mamé     | Nyle     | Justin   | Lacey    | Lacey    | Devin    | Lacey | Lacey Mikey | Lacey |      |     |  |
| 4      | Justin   | Mikey    | Devin    | Mikey    | Hadassah | Bello    | Mikey    | Mamé     | Mamé     | Nyle     | Nyle  | Lacey Mikey | Mikey |      |     |  |
| 5      | Nyle     | Ava      | Courtney | Ashley   | Justin   | Mikey    | Hadassah | Mikey    | Nyle     | Lacey    | Devin |             |       |      |     |  |
| 6      | Stefano  | Mamé     | Justin   | Bello    | Devin    | Justin   | Mamé     | Devin    | Hadassah | Hadassah |       |             |       |      |     |  |
| 7      | Ashley   | Bello    | Nyle     | Nyle     | Ashley   | Hadassah | Devin    | Justin   | Dustin   |          |       |             |       |      |     |  |
| 8      | Hadassah | Ashley   | Lacey    | Ava      | Mikey    | Courtney | Bello    |          |          |          |       |             |       |      |     |  |
| 9      | Delanie  | Courtney | Mamé     | Courtney | Bello    | Devin    | Courtney |          |          |          |       |             |       |      |     |  |
| 10     | Bello    | Hadassah | Dustin   | Justin   | Courtney | Ashley   |          |          |          |          |       |             |       |      |     |  |
| 11     | Ava      | Nyle     | Ashley   | Hadassah | Ava      |          |          |          |          |          |       |             |       |      |     |  |
| 12     | Mikey    | Dustin   | Hadassah | Dustin   |          |          |          |          |          |          |       |             |       |      |     |  |
| 13     | Courtney | Stefano  | Stefano  |          |          |          |          |          |          |          |       |             |       |      |     |  |
| 14     | Devin    | Delanie  |          |          |          |          |          |          |          |          |       |             |       |      |     |  |

     Thí sinh bị loại
     Thí sinh rơi vào top nguy hiểm nhưng không bị loại
     Thí sinh chiến thắng

### Bảng điểm
| Thứ hạng | Người mẫu | Tập  | Tập  | Tập  | Tập  | Tập  | Tập  | Tập  | Tập  | Tập  | Tập  | Tập  | Tập     | Tập   | Tổng điểm | Trung bình |
| Thứ hạng | Người mẫu | 3    | 4    | 5    | 6    | 7    | 8    | 9    | 10   | 12   | 13   | 14   | 16      | 16    | Tổng điểm | Trung bình |
| -------- | --------- | ---- | ---- | ---- | ---- | ---- | ---- | ---- | ---- | ---- | ---- | ---- | ------- | ----- | --------- | ---------- |
| 1        | Nyle      | 30   | 26.0 | 31.9 | 39.7 | 34.7 | 37.2 | 39.0 | 33.7 | 33.9 | 33.0 | 37.0 | An toàn | Thắng | 376.1     | 34.1       |
| 2        | Mamé      | 33.0 | 25.0 | 36.1 | 34.5 | 35.0 | 31.6 | 32.9 | 34.0 | 35.6 | 34.0 | 37.1 | An toàn | Loại  | 368.8     | 33.5       |
| 3-4      | Lacey     | 34.7 | 25.6 | 37.2 | 35.0 | 37.1 | 38.5 | 36.4 | 34.3 | 31.0 | 33.9 | 35.2 | Loại    |       | 378.9     | 34.5       |
| 3-4      | Mikey     | 34.5 | 28.3 | 34.7 | 32.1 | 33.1 | 35.7 | 32.4 | 35.5 | 35.2 | 37.5 | 35.2 | Loại    |       | 374.2     | 34.0       |
| 5        | Devin     | 36.0 | 26.9 | 35.4 | 32.7 | 28.4 | 31.5 | 31.3 | 34.6 | 34.6 | 29.1 |      |         |       | 320.5     | 32.0       |
| 6        | Hadassah  | 30.1 | 22.4 | 30.5 | 33.4 | 30.1 | 34.2 | 36.6 | 32.8 | 30.2 |      |      |         |       | 280.3     | 31.1       |
| 7        | Dustin    | 29.5 | 23.6 | 28.4 |      |      |      | 35.1 | 30.5 |      |      |      |         |       | 147.1     | 29.4       |
| 8        | Justin    | 35.5 | 26.0 | 31.4 | 32.9 | 31.3 | 35.8 | 29.9 |      |      |      |      |         |       | 222.8     | 31.8       |
| 9        | Bello     | 32.3 | 27.6 | 33.5 | 31.6 | 33.7 | 31.0 | 30.6 |      |      |      |      |         |       | 220.3     | 31.4       |
| 10       | Courtney  | 30.7 | 26.7 | 31.4 | 31.3 | 29.5 | 27.8 | 32.5 |      |      |      |      |         |       | 209.9     | 29.9       |
| 11       | Ashley    | 32.2 | 22.5 | 33.0 | 32.2 | 27.2 |      | 27.1 |      |      |      |      |         |       | 174.2     | 29.0       |
| 12       | Ava       | 33.3 | 28.5 | 31.5 | 29.4 |      |      | 34.0 |      |      |      |      |         |       | 156.7     | 31.3       |
| 13       | Stefano   | 26.3 | 22.3 |      |      |      |      | 35.0 |      |      |      |      |         |       | 83.6      | 27.8       |
| 14       | Delanie   | 26.0 |      |      |      |      |      | 30.5 |      |      |      |      |         |       | 56.5      | 28.2       |

     Thí sinh có điểm cao nhất tuần
     Thí sinh chiến thắng
     Thí sinh bị loại
     Thí sinh rơi vào top nguy hiểm nhưng không bị loại

### Buổi chụp ảnh
- Tập 1: Áo tắm trên xe buýt hai tầng (casting phần 1)
- Tập 2: Khỏa thân một phần và được che bởi hashtag (casting phần 2)
- Tập 3: Khỏa thân và bị trói vào nhau theo cặp
- Tập 4: Tạo dáng táo bạo với cựu chiến binh
- Tập 5: Tạo dáng trong đồ thể thao với các hình khổi
- Tập 6: Quỷ ám trên không
- Tập 7: Quảng cáo lăn khử mùi Boom Boom Boom theo cặp
- Tập 8: Búp bê sống trong hộp
- Tập 9: Tạo dáng với chó
- Tập 10: Video âm nhạc: BOOTYful - Tyra Banks
- Tập 12: Ảnh chỉnh sửa và không chỉnh sửa của Instagram
- Tập 13: Sinh vật đen tối trong rừng
- Tập 14: Tạo dáng với mẹ
- Tập 15: Ảnh bìa tạp chí Nylon; Ảnh quảng cáo cho Zappos Couture

## Tỉ suất người xem
| Thứ tự tập trong ANTM | Thứ tự tập trong mùa | Tập                                                | Ngày phát sóng       | Người xem (Triệu người) | 18–49 Tỉ suất/Chia sẻ |
| --------------------- | -------------------- | -------------------------------------------------- | -------------------- | ----------------------- | --------------------- |
| 274                   | 1                    | "The Guys and Girls Make It to Hollywood"          | 5 tháng 8 năm 2015   | 1.15                    | 0.4/2                 |
| 275                   | 2                    | "The Girl Who Walks Away"                          | 12 tháng 8 năm 2015  | 1.21                    | 0.4/2                 |
| 276                   | 3                    | "The Guy Who Gets Shipped Out"                     | 19 tháng 8 năm 2015  | 1.20                    | 0.4/2                 |
| 277                   | 4                    | "The Girl Who Gets a Close Shave"                  | 26 tháng 8 năm 2015  | 1.34                    | 0.5/2                 |
| 278                   | 5                    | "The Guy Who Gets a Hickey"                        | 2 tháng 9 năm 2015   | 1.20                    | 0.4/2                 |
| 279                   | 6                    | "The Girl Who Gets Possessed"                      | 9 tháng 9 năm 2015   | 1.40                    | 0.6/2                 |
| 280                   | 7                    | "The Guy Who Acts a Fool"                          | 16 tháng 9 năm 2015  | 1.52                    | 0.4/1                 |
| 281                   | 8                    | "The Girl Who Got All Dolled Up"                   | 23 tháng 9 năm 2015  | 1.36                    | 0.4/2                 |
| 282                   | 9                    | "The Guy or Girl Who Came Back"                    | 2 tháng 10 năm 2015  | 1.07                    | 0.4/1                 |
| 283                   | 10                   | "The Girl Who Became Bootyful"                     | 9 tháng 10 năm 2015  | 1.00                    | 0.3/1                 |
| 284                   | 11                   | "And Then That Happened"                           | 23 tháng 10 năm 2015 | 0.73                    | 0.2/1                 |
| 285                   | 12                   | "The Guy Who Closed the Deal in Vegas"             | 30 tháng 10 năm 2015 | 0.94                    | 0.2/1                 |
| 286                   | 13                   | "The Girl Who Took a Shot in the Dark"             | 6 tháng 11 năm 2015  | 0.95                    | 0.3/1                 |
| 287                   | 14                   | "The Guy Who Was a Momma's Boy"                    | 13 tháng 11 năm 2015 | 1.03                    | 0.3/1                 |
| 288                   | 15                   | "Chung kết Phần 1: The Girl Who Made a Splash"     | 20 tháng 11 năm 2015 | 0.95                    | 0.3/1                 |
| 289                   | 16                   | "Chung kết Phần 2: America's Next Top Model is..." | 4 tháng 12 năm 2015  | 1.16                    | 0.3/1                 |